# Michał Pol
Michał Krzysztof Pol (ur. 10 listopada 1969 w Warszawie) – polski dziennikarz sportowy, bloger i youtuber, pierwszy laureat nagrody Grand Press Digital, w latach 2013–2017 redaktor naczelny „Przeglądu Sportowego”.

## Życiorys
W latach 1994–2009 dziennikarz „Gazety Wyborczej”, w latach 2009–2013 pracował w serwisie sport.pl. 1 sierpnia 2013 został dyrektorem kontentu sportowego w Ringier Axel Springer Polska i redaktorem naczelnym serwisu przegladsportowy.pl, w latach 2013-2017 redaktor naczelny „Przeglądu Sportowego”, kierujący wspólnym newsroomem sportowym Ringier Axel Springer Polska. Od czerwca 2017 dyrektor programowy segmentu sportowego w Grupie Onet-Ringier Axel Springer Polska.

Pierwsze relacje pisał jako stażysta „Gazety Wyborczej” z zimowych igrzysk olimpijskich w Lillehammer, jako korespondent tej gazety relacjonował m.in. mistrzostwa Europy (od 1996) i mistrzostwa świata (od 1998) w piłce nożnej, dla sport.pl pracował m.in. na igrzyskach olimpijskich 2012 w Londynie, mistrzostwach świata w piłce nożnej 2010 w RPA i mistrzostwach Europy w 2012 w Polsce i Ukrainie.

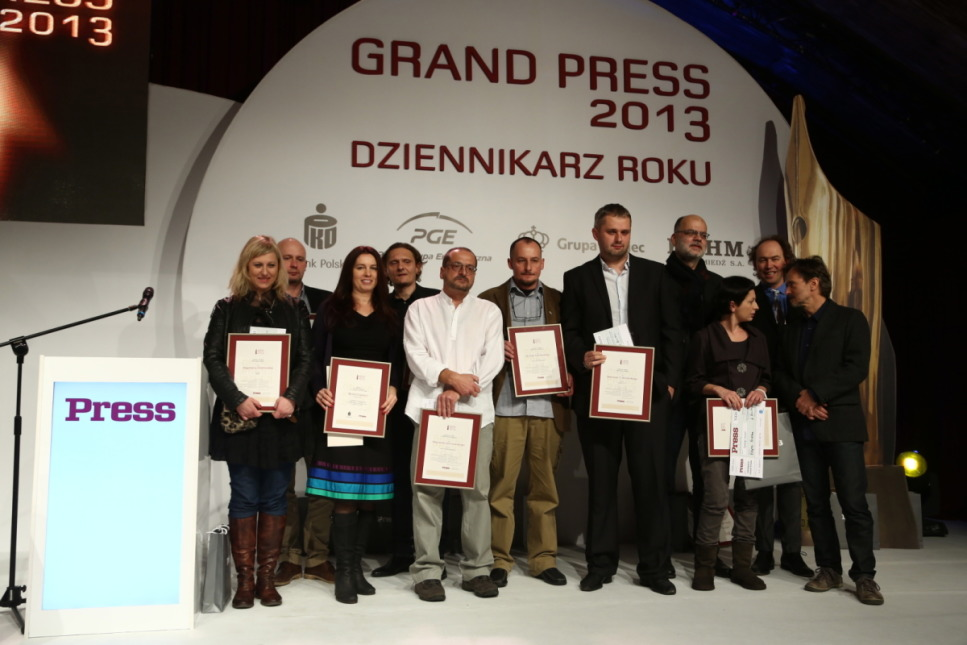
Michał Pol wśród laureatów nagrody dziennikarskiej Grand Press 2013

Był jednym z ekspertów w Polsacie podczas mistrzostw świata w piłce nożnej 2002 w Korei/Japonii, a w Telewizji Polskiej podczas mistrzostw świata 2006 w Niemczech.
Od 2007 prowadził blog Polsport (obecnie taką nazwę nosi także jego kanał na YouTube), od 2009 publikuje także na Twitterze, gdzie obserwuje go ok. pół miliona osób. W 2013 pierwszy laureat Grand Press Digital „za wykazanie się innowacyjnym podejściem w wykorzystaniu nowoczesnych technologii w pracy dziennikarskiej”. Od jesieni 2016 prowadzący program Misja futbol w Onecie, wcześniej – od listopada 2015 pod nazwą Euro-Misja 2016 (w związku ze zbliżającym się wówczas Euro 2016). Ostatni program poprowadził 16 grudnia 2019, kończąc współpracę z Onetem.
W 2016 został attaché prasowym reprezentacji Polski na igrzyskach paraolimpijskich w Rio de Janeiro. Tę samą funkcję pełnił na mistrzostwach świata niepełnosprawnych w lekkoatletyce w 2017, a także podczas zimowych igrzysk paraolimpijskich w Pjongczangu oraz letnich igrzysk paraolimpijskich w Tokio. W maju 2018 został twarzą zakładów bukmacherskich Etoto. Od października 2018 jest jednym z prowadzących piłkarskiego „Quizu pod napięciem”.
2 września 2019 po zmianie właścicielskiej odszedł z „Przeglądu Sportowego”. W tym samym tygodniu związał się z agencją Sport Brokers. Następnie wraz z Mateuszem Borkiem, Tomaszem Smokowskim oraz Krzysztofem Stanowskim stworzył w serwisie YouTube Kanał Sportowy, który rozpoczął nadawanie programów 1 marca 2020.
W lutym 2022 roku został oficjalnym ambasadorem firmy Betclic.

## Życie rodzinne
Jego kuzynem jest Szymon Majewski. 

## Nagrody
- Grand Press Digital: 2013

## Odznaczenia
- Srebrny Krzyż Zasługi – nadanie 2020[25]; wręczenie 2021[26]
- Srebrna Odznaka „Za Zasługi dla Sportu” – 2019[27]